# Fosforplaat
De fosforplaat wordt gebruikt in de röntgenfotografie. Deze plaat functioneert als een detector voor röntgenstralen. De plaat absorbeert de röntgenstralen en slaat deze op in de vorm van energie. De plaat wordt in een uitleesapparaat geplaatst waarna een digitaal beeld wordt geproduceerd. Er bestaan verschillende systemen.

## Principe van energieopslag
Een fosforplaat bestaat uit kristallen van een fosforescerende stof, die zijn ingebed in een polymeerlaag. 
Door de energie van opvallende röntgenstralen worden de elektronen in de fosforkristallen naar een hoger energieniveau gebracht. Sommige van deze elektronen blijven gedurende een bepaalde tijd in deze hogere energietoestand. Deze elektronen zorgen voor een latent beeld op de fosforplaat in de vorm van opgeslagen energie. Door extra energie aan de elektronen toe te voegen vallen de elektronen weer terug in hun oude energieniveau. De energie die was ontvangen van de röntgenstraling komt hierbij vrij als zichtbaar licht. De intensiteit van dit licht is evenredig met de intensiteit van de opgevallen röntgenstralen. 

Digitale detectors vangen dit licht op en verwerken dit.

## Gebruik
Deze techniek is een stap in de richting van de digitalisering van de röntgenfotografie. De fosforplaat wordt gebruikt als vervanging van de röntgenfilm. De fosforplaat zit in een cassette die heel veel lijkt op de cassette van een röntgenfilm. De cassettes worden in combinatie met röntgenbuis en wand- en tafelbucky op dezelfde manier gebruikt. Voor het plaatsen van de fosforplaat in de cassette is geen donkere kamer nodig, de fosforplaat is ongevoelig voor daglicht. 

Na het belichten van de cassette is er een latent beeld aanwezig op de fosforplaat. De cassette wordt in de ADC (analoog-digitaal-converter) of digitizer geplaatst. Hier wordt de fosforplaat uit de cassette gehaald en een laserstraal scant de plaat om de energie in de fosforkristallen vrij te maken. De digitale detector vangt het vrijkomende licht op en stuurt de gegevens naar een monitor waar een digitale röntgenfoto zichtbaar wordt. De fosforplaat wordt na het scannen gewist met wit licht met een grote lichtsterkte. Dit om zeker te zijn dat alle elektronen weer in hun grondtoestand zijn teruggekeerd.